# Cadirat (Ventalló)
El Cadirat és una casa de Ventalló (Alt Empordà) protegida com a Bé Cultural d'Interès Local.

## Descripció
Cos de planta rectangular amb coberta a dos vents. La planta baixa tenia les comportes per permetre l'entrada de l'aigua, era coberta per un embigat en sentit transversal. L'aigua passava sota una volta rebaixada per anar al rec del molí de l'Armentera. A la part baixa hi ha pedres de Calica ben escairades datables del segle xii. La resta de l'aparell és de còdols llevat les cantonades que són de carreus treballats.